# Раш-Лейк (тауншип, Миннесота)
Раш-Лейк (англ. Rush Lake) — тауншип в округе Оттер-Тейл, Миннесота, США. На 2000 год его население составило 966 человек.

## География
По данным Бюро переписи населения США площадь тауншипа составляет 89,8 км², из которых 69,4 км² занимает суша, а 20,5 км² — вода (22,80 %).

## Демография
По данным переписи населения 2000 года здесь находились 966 человек, 379 домохозяйств и 294 семьи.  Плотность населения —  13,9 чел./км².  На территории тауншипа расположено 872 постройки со средней плотностью 12,6 построек на один квадратный километр. Расовый состав населения: 98,65 % белых, 0,21 % коренных американцев, 0,10 % азиатов, 0,21 % c Тихоокеанских островов, 0,21 % — других рас США и 0,62 % приходится на две или более других рас. Испанцы или латиноамериканцы любой расы составляли 0,41 % от популяции тауншипа.
Из 379 домохозяйств в 31,4 % воспитывались дети до 18 лет, в 71,0 % проживали супружеские пары, в 2,6 % проживали незамужние женщины и в 22,2 % домохозяйств проживали несемейные люди. 19,8 % домохозяйств состояли из одного человека, при том 9,2 % из — одиноких пожилых людей старше 65 лет. Средний размер домохозяйства — 2,55, а семьи — 2,93 человека.
25,6 % населения — младше 18 лет, 5,1 % — в возрасте от 18 до 24 лет, 21,5 % — от 25 до 44, 29,5 % — от 45 до 64, и 18,3 % — старше 65 лет. Средний возраст — 44 года. На каждые 100 женщин приходилось 118,6 мужчин.  На каждые 100 женщин старше 18 приходилось 113,4 мужчин.
Средний годовой доход домохозяйства составлял 40 000 долларов, а средний годовой доход семьи —  46 944 доллара. Средний доход мужчин —  32 500  долларов, в то время как у женщин — 21 538. Доход на душу населения составил 19 800 долларов. За чертой бедности находились 4,4 % семей и 9,5 % всего населения тауншипа, из которых 14,6 % младше 18 и 6,5 % старше 65 лет.